# O Prirozenosti rostlin, aneb rostlinar
O Prirozenosti rostlin, aneb rostlinar (abreviado Prir. Rostlin) es un libro con ilustraciones y descripciones botánicas que fue escrito conjuntamente por Jan Svatopluk Presl y Friedrich von Berchtold. Fue editado en Praga en tres volúmenes en los años 1823-1835 con el nombre de O přirozenosti rostlin aneb rostlinář, obsahugjcj popsánj a wyobrazenj rostlin podlé řádů přirozených zpořádané ... / wydán Bedřichem Wšejmjrem hrabětem z Berchtoldu a Janem Swatoplukem Preslem. Jos. Kaus,